# Leis Antissocialistas

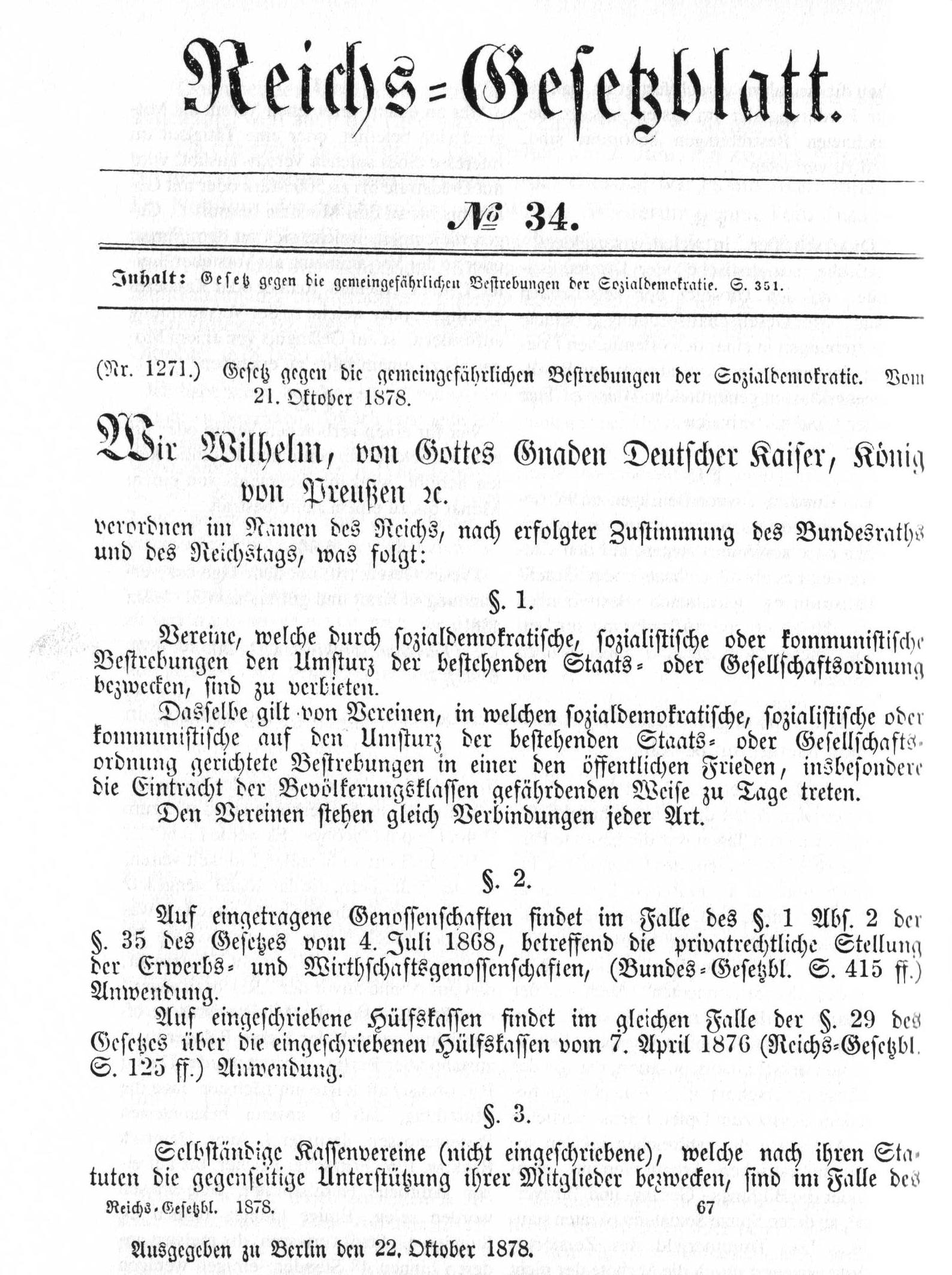
Publicação oficial da primeira das Leis Antissocialistas, 1878

As Leis Antissocialistas (em alemão: Sozialistengesetze; oficialmente Gesetz gegen die gemeingefährlichen Bestrebungen der Sozialdemokratie - Lei contra o perigo público das tentativas social-democratas) foram uma série de leis aprovadas pelo Reichstag a partir de 1878, depois de duas tentativas de assassinar o Kaiser Wilhelm I pelos radicais Max Hödel e Karl Nobiling. O principal promotor da medida foi o chanceler Otto von Bismarck, que temia uma revolução socialista similar à que se produzira na Comuna de Paris em 1871.
O objetivo das leis era reduzir a crescente força do Partido Social-Democrata da Alemanha (SPD), agremiação que supostamente teria influenciado Hödel e Nobiling. À época da edição das Leis, o SPD ainda era intitulada Partido Socialista dos Trabalhadores da Alemanha (em alemão: Sozialistische Arbeiterpartei Deutschlands, SAP). 
As Leis não atacavam diretamente o SAP, mas sim pretendiam limitar o seu papel por várias vias: foram dissolvidas quaisquer reuniões em que se tratassem temas socialistas, os sindicatos foram tornados ilegais e 45 jornais foram encerrados.
Em resposta, o SAP fez com que os seus candidatos se apresentassem como independentes, relocalizando as publicações fora da Alemanha e difundindo as opiniões social-democratas como publicações textuais dos discursos no Reichstag, que tinham um tratamento imune à censura. As Leis Antissocialistas não deram resultado e os sociais-democratas continuaram a crescer em popularidade e apoio social. 
A proposta de Bismarck para retirar a nacionalidade alemã aos social-democratas foi rechaçada. Após a demissão do chanceler, o Reichstag não renovou a normativa, e as Leis perderam a eficácia em 1890. Posteriormente, com o retorno à legalidade dos partidos operários, o SAP alterou a sua nomenclatura, passando a se chamar Partido Social-Democrata da Alemanha (em alemão: Sozialdemokratische Partei Deutschlands, SPD), partido de orientação marxista, revolucionário, anticlerical e pacifista.